# 非洲褐喉沙燕
（學名：Riparia paludicola），燕科沙燕屬的一種。分布于非洲，该物种的模式产地在非洲南部。

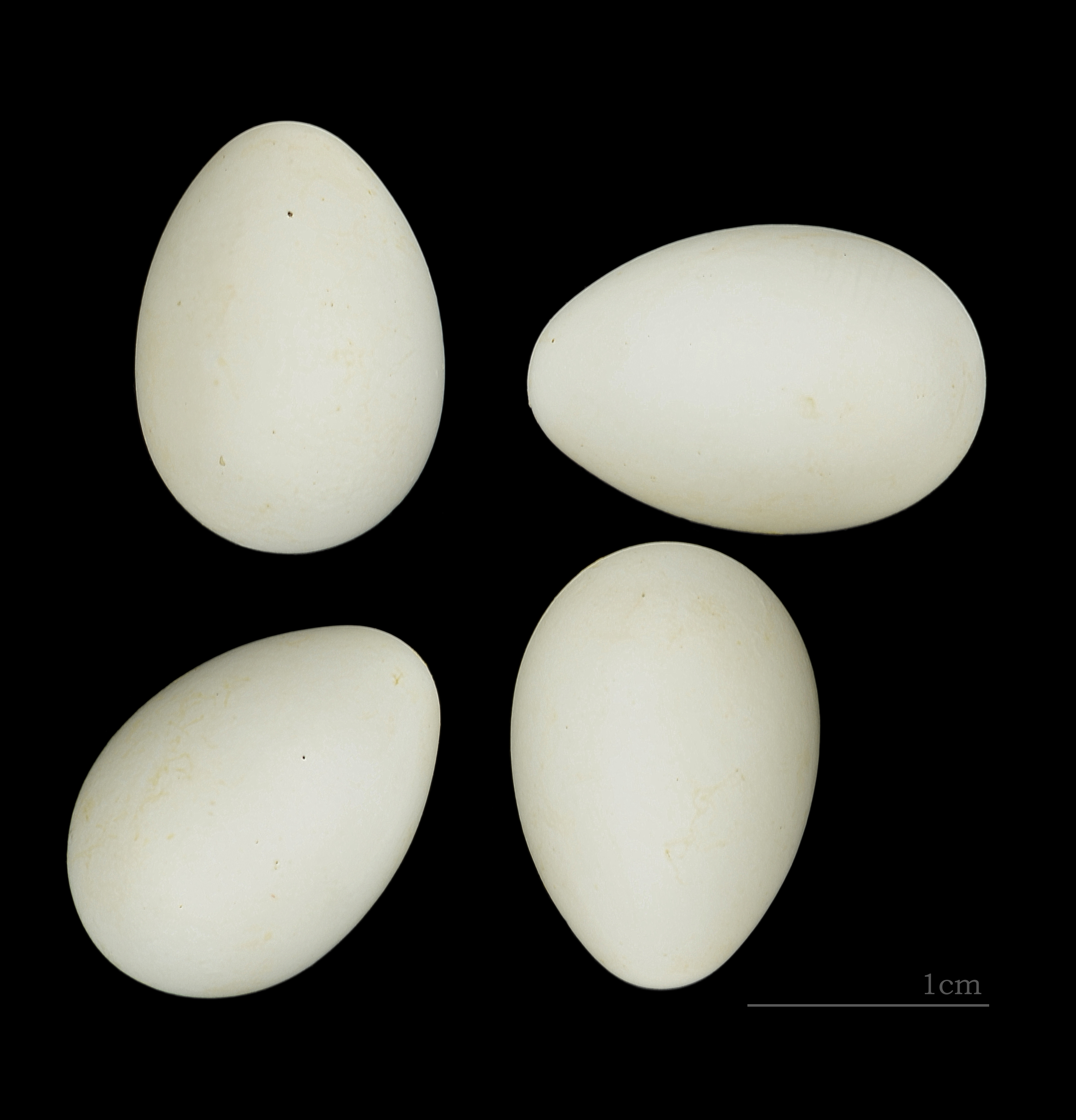
Riparia paludicola

褐喉沙燕體長10釐米，上身為灰褐色，下身為白色，尾部呈魚尾狀。出沒期為四至六月，繁殖期為二至三月。

## 特征
非洲褐喉沙燕体重约13.5克，翼长约101.2毫米，嘴峰长约9.5毫米，喙宽度约2.9毫米，喙厚度约2.9毫米，跗蹠长约10.3毫米，尾长约49毫米。非洲褐喉沙燕是部分迁徙的鸟类，其栖息在开放的湖泊、沼泽等湿地环境中，食性为肉食性，主要食物来源是陆生无脊椎动物。

## 亚种
- ：分布于摩洛哥西部。
- ：分布于塞内加尔、冈比亚至苏丹和埃塞俄比亚东北部。
- ：分布于埃塞俄比亚的高原地区。
- ：分布于尼日利亚东部和喀麦隆西部的山区。
- ：分布于刚果民主共和国东部至乌干达、肯尼亚和坦桑尼亚中部地区。
- ：分布于安哥拉至赞比亚、南坦桑尼亚和南非。
- ：分布于马达加斯加。[4]